# Estil arquitectònic

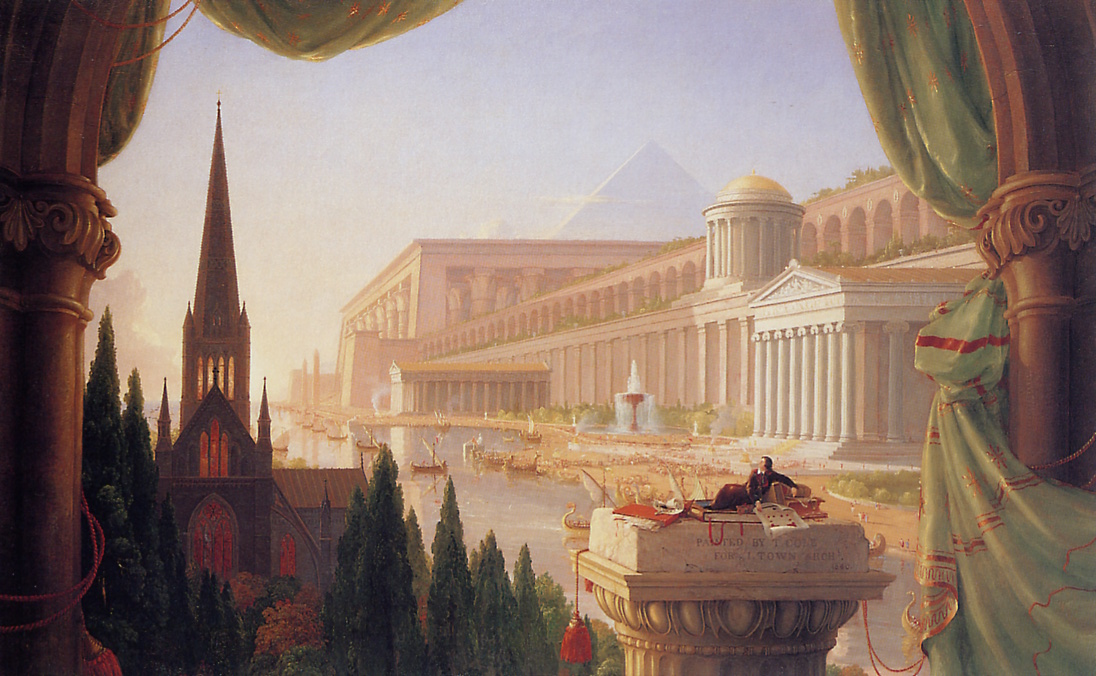
El somni de l'arquitecte de Thomas Cole (1840) mostra una visió d'edificis en estils històrics de la tradició occidental, des de l'antic Egipte passant pels moviments clàssics.

Un estil arquitectònic és un conjunt de característiques i elements que fan que un edifici o una altra estructura sigui destacable o històricament identificable. És una subclasse d'estil en les arts visuals en general, i la majoria d'estils d'arquitectura es relacionen estretament amb un estil artístic contemporani més ampli. Un estil pot incloure elements com la forma, el mètode de construcció, els materials de construcció i el caràcter regional. La majoria dels estils d'arquitectura evolucionen, i en molts casos són substituïts amb el temps, a mesura que canvien les modes, la tecnologia, les religions, les creences i els materials avancen, creant noves oportunitats i evolucionant en nous estils.
Els estils sorgeixen, doncs, de la història d'una societat i són estudiats des de la història de l'arquitectura. En qualsevol moment poden estar de moda diversos estils, i quan un estil canvia normalment ho fa de manera gradual, a mesura que els arquitectes aprenen i s'adapten a noves idees. El nou estil de vegades és només una rebel·lió contra un estil existent, com el postmodernisme (que significa «després del modernisme»), que al segle xxi ha trobat el seu propi llenguatge i es va dividir en una sèrie d'estils que han adquirit altres noms.
Els estils arquitectònics sovint s'estenen a altres llocs, de manera que l'estil en el seu origen continua desenvolupant-se de noves maneres mentre altres països segueixen amb el seu propi gir. Per exemple, les idees renaixentistes van sorgir a Itàlia al voltant de 1425 i es van estendre per tot Europa durant els següents 200 anys, amb els renaixements francès, alemany, anglès i espanyol mostrant de manera reconeixible el mateix estil, però amb característiques úniques. Un estil arquitectònic també es pot estendre a través del colonialisme, ja sigui per colònies estrangeres aprenent del seu país d'origen, o per colons que es traslladen a una nova terra. Un exemple són les missions espanyoles a Califòrnia, portades pels sacerdots espanyols a finals del segle xviii i construïdes amb un estil únic.
Després que un estil arquitectònic hagi passat de moda, es poden produir revivals i reinterpretacions. Per exemple, el classicisme s'ha revifat moltes vegades i ha trobat una nova vida com el neoclassicisme. Cada vegada que es reviu, és diferent. L'estil de la missió espanyola va ser revifat 100 anys més tard com el Renaixement de la missió, i que aviat es va convertir en el Renaixement colonial espanyol.
L'arquitectura popular va per separat. Com que l'arquitectura vernacular s'entén millor com a suggerent de la cultura, escrit a grans trets (així com una teoria i un procés més que una cosa en si mateixa), tècnicament pot abastar tots els estils arquitectònics, o cap. En si mateixa, l'arquitectura popular no és un estil.

## Història del concepte d'estil arquitectònic
La construcció d'esquemes dels estils d'època d'art i arquitectura històrics va ser una de les principals preocupacions dels estudiosos del segle xix en el nou camp de la història de l'art, que inicialment era de parla alemanya. Escriptors importants sobre la teoria de l'estil com Karl Friedrich von Rumohr, Gottfried Semper i Alois Riegl en el seu Stilfragen de 1893, amb Heinrich Wölfflin i Paul Frankl van continuar el debat fins al segle xx. Paul Jacobsthal i Josef Strzygowski es troben entre els historiadors de l'art que van seguir Riegl per proposar grans esquemes que tracen la transmissió d'elements d'estils a través de grans intervals en el temps i l'espai. Aquest tipus d'història de l'art també es coneix com a formalisme, o l'estudi de les formes o formes en l'art.
Semper, Wölfflin i Frankl, i més tard Ackerman, van tenir antecedents en la història de l'arquitectura, i com molts altres termes per als estils d'època, «romànic» i «gòtic» es van encunyar inicialment per descriure estils arquitectònics, on es poden produir canvis importants entre estils, de manera més clara i més fàcil de definir, sobretot perquè l'estil en arquitectura és més fàcil de replicar seguint un conjunt de regles que l'estil en art figuratiu com la pintura. Els termes originats per descriure els períodes arquitectònics sovint s'aplicaven posteriorment a altres àrees de les arts visuals, i de manera més àmplia encara a la música, la literatura i la cultura general. En l'arquitectura, el canvi estilístic sovint segueix, i és possible gràcies al descobriment de noves tècniques o materials, des de la volta de creueria gòtica fins a la construcció moderna de metall i formigó armat. Una àrea important de debat tant en la història de l'art com en l'arqueologia ha estat fins a quin punt el canvi estilístic en altres camps com la pintura o la ceràmica és també una resposta a noves possibilitats tècniques, o té el seu propi ímpetu per desenvolupar-se (el kunstwollen de Riegl), o canvis en resposta a factors socials i econòmics que afecten el mecenatge i les condicions de l'artista, com el pensament actual tendeix a emfatitzar, utilitzant versions menys rígides de la història de l'art marxista.
Tot i que l'estil estava ben establert com un component central de l'anàlisi històrica de l'art, veure'l com el factor primordial en la història de l'art havia passat de moda durant la Segona Guerra Mundial, a mesura que s'anaven desenvolupant altres maneres de veure l'art, i una reacció contra l'èmfasi en el desenvolupament de l'estil; per a Svetlana Alpers, «la invocació normal de l'estil en la història de l'art és realment un assumpte depriment». Segons James Elkins «a finals del segle xx, les crítiques a l'estil tenien com a objectiu reduir encara més els elements hegelians del concepte, mantenint-lo en una forma que es pogués controlar més fàcilment».

## Manierisme

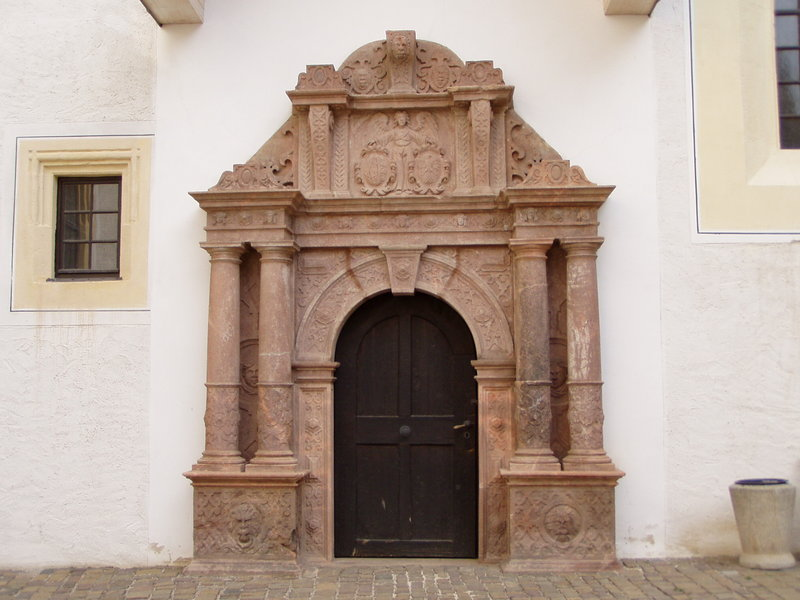
El portal de tuf riolític de la «casa de l'església» del castell de Colditz, Saxònia, dissenyat per Andreas Walther II (1584), és un exemple de l'exuberància del manierisme d'Anvers.

Mentre que molts estils arquitectònics exploren ideals harmoniosos, el manierismevol fer un pas més enllà i explora l'estètica de la hipèrbole i l'exageració. El manierisme destaca per la seva sofisticació intel·lectual així com per les seves qualitats artificials (en contraposició a les naturalistes). El manierisme afavoreix la tensió compositiva i la inestabilitat més que l'equilibri i la claredat. La definició del manierisme, i les fases que hi ha al seu interior, continua sent objecte de debat entre els historiadors de l'art.

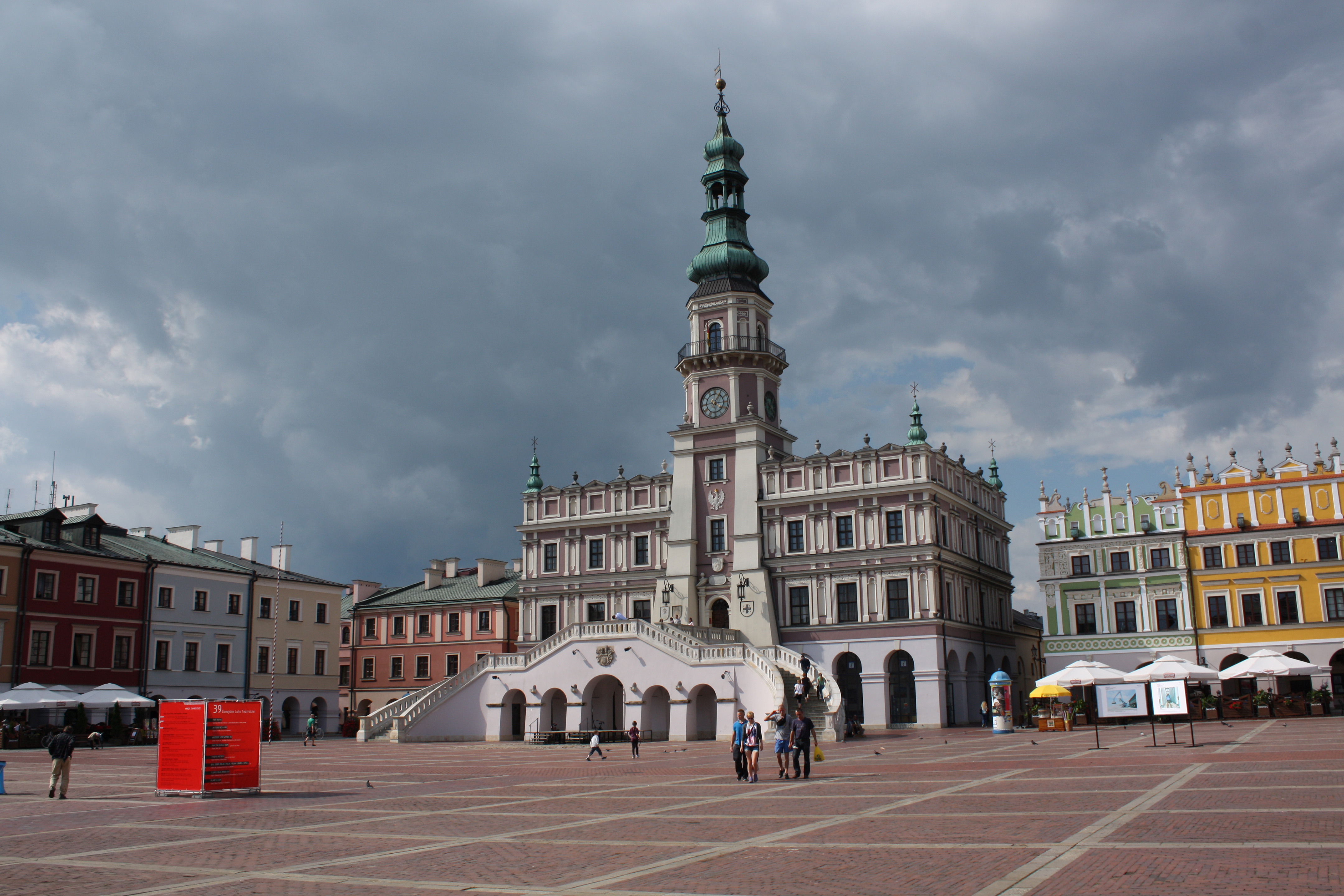
Ajuntament renaixentista de Zamość, Polònia, de Bernardo Morando

Un exemple d'arquitectura manierista és la Vil·la Farnese a Caprarola a l'abrupta zona rural dels afores de Roma. La proliferació de gravadors durant el segle xvi va difondre els estils manieristes més ràpidament que qualsevol estil anterior. Un centre de disseny manierista va ser Anvers durant el seu auge del segle xvi. A través d'Anvers, els estils renaixentistes i manieristes es van introduir àmpliament a Anglaterra, Alemanya i el nord i l'est d'Europa en general. Densa amb ornaments de detalls «romans», la porta del castell de Colditz exemplifica aquest estil del nord, aplicat de manera característica com una «peça conjunta» aïllada contra un mur sense pretensions. Durant el període del Renaixement manierista, els arquitectes van experimentar amb l'ús de formes arquitectòniques per emfatitzar les relacions sòlides i espacials.
L'ideal renaixentista d'harmonia va donar pas a ritmes més lliures i imaginatius. L'arquitecte més conegut associat a l'estil manierista va ser Miquel Àngel (1475-1564), a qui se li atribueix l'invent de l'ordre gegant, una gran pilastra que s'estén des de la part inferior fins a la part superior d'una façana. Ho va utilitzar en el seu disseny per al Capitoli de Roma.
Abans del segle xx, el terme manierisme tenia connotacions negatives, però ara es fa servir per descriure el període històric en termes més generals sense jutjar.